# 도사와촌
도사와촌(戸沢村)은 후쿠시마현 아다치군에 있던  촌이다. 현재의 니혼마쓰시에 해당한다.

## 역사
- 1889년 4월 1일 - 정촌제 시행에 의해 2촌이 미나미토자와촌, 기타토자와촌이 합병해 성립하였다.
- 1955년 1월 1일 - 도사와촌, 하리미치촌, 고하타촌, 오타촌과 합병해 도와촌이 성립하여, 동일 도사와촌이 폐지되었다.

## 참고문헌
- 角川日本地名大辞典 7 福島県